# Lons-le-Saunier
Lons-le-Saunier /lɔ̃lesoˈnje/ è un comune francese di 17 320 abitanti capoluogo del dipartimento del Giura nella regione Borgogna-Franca Contea. È la patria di Rouget de Lisle, autore de La Marsigliese.
I suoi abitanti si chiamano Lédoniens /ledɔˈnjɛ̃/.

## Società

### Evoluzione demografica
Abitanti censiti

## Amministrazione

### Gemellaggi
- Offenburg
- Ripley